# Ђурасовић
Ђурасовић је српскохрватско презиме. Значајни људи са овим презименом су:
- Алекса Ђурасовић (2002), српски фудбалер
- Божо Ђурасовић (1997), босанскохерцеговачки кошаркаш
- Никола Ђурасовић (1983), српски кошаркаш
- Веселин Ђурасовић (1957), бивши босанскохерцеговачки фудбалер